# 瑞典國家自然歷史博物館
瑞典國家自然歷史博物館（瑞典語：Naturhistoriska riksmuseet，直譯為“國家自然歷史博物館”）是一座位於瑞典斯德哥爾摩的自然歷史博物館，是瑞典主要的自然歷史博物館之一。
該博物館由瑞典皇家科學院成立於1819年，其收藏品有一部分也來自皇家科學院，這些藏品1739年開始就收藏在博物館所在地了。1786年它們對外開放參觀，1965年時博物館才從瑞典皇家科學院分割出來。
現在的博物館建築由阿克塞爾·安德堡設計建造於1916年，後來斯德哥爾摩大學的校區也緊挨著博物館建成。

## 外部連結
- 官方网站

59°22′08″N 18°03′13″E / 59.36889°N 18.05361°E